# Alphonse de la Fontaine
Alphonse Joseph de la Fontaine (Ciutat de Luxemburg, 5 de juliol de 1825 - 4 de juliol de 1896) va ser un enginyer forestal i zoòleg luxemburguès. Va ser l'autor de la Faune du pays de Luxemburg ou manuel de la zoologia, la primera fauna de vertebrats de Luxemburg.
Era el fill del primer ministre de Luxemburg Gaspard-Théodore-Ignace de la Fontaine i germà de Léon i Edmond de la Fontaine.

## Obres
Alphonse de la Fontaine: Faune du pays de Luxembourg ou manuel de zoologie contenant la description des animaux vertébrés observés dans le pays de Luxembourg. Imprimerie-librairie Victor Buck, Luxembourg 1865-1872.
- 1865: Oiseaux, première partie, S. 1–152.
- 1866: Oiseaux, deuxième partie, S. 155–526.
- 1868: Mammifères, première partie, S. 1–228.
- 1870: Reptiles, S. 1–49, alphabetische Tabelle I–II.
- 1872: Poissons, S. 1–89, 2 Tafeln, alphabetische Tabelle I–V.